# The Running Man (película)
The Running Man (Perseguido en España, El sobreviviente o La Carrera Mortal en Hispanoamérica) es una película estadounidense de ciencia ficción-acción estrenada en 1987, protagonizada por Arnold Schwarzenegger, María Conchita Alonso, Jesse Ventura, Jim Brown, y Richard Dawson; dirigida por Paul Michael Glaser (protagonista de Starsky y Hutch y director de series de televisión como Miami Vice), guionizada por Steven E. de Souza y basada libremente en la novela de Stephen King El fugitivo (The Running Man en el original). 
La película, ambientada en un distópico año 2017, relata los sucesos ocurridos en un programa de televisión llamado The Running Man (traducido literalmente como El Corredor) donde criminales convictos deben escapar de asesinos profesionales que los quieren llevar a la muerte. 
La película difiere ligeramente del libro y según críticos recuerda en ciertas escenas a la película francesa Le Prix du Danger (1983) y a la alemana Das Millionenspiel (1970) basadas ambas en el relato The Prize of Peril (traducido, El precio del peligro) de Robert Sheckley publicado en 1958.

## Argumento
En el año 2017 la sociedad se ha convertido en un estado policial en el cual se censura toda actividad cultural. El gobierno apacigua a la población transmitiendo una serie de concursos de televisión en los cuales criminales convictos luchan por sus vidas; el más popular y sádico es The Running Man, presentado por el despiadado Damon Killian, donde unos corredores huyen intentando evitar ser asesinados por los cazadores. Los que escapan y ganan son perdonados y puestos en libertad.
Ben Richards, un antiguo capitán y piloto de helicópteros, es inculpado (mediante manipulación de imágenes de TV) de realizar La masacre de Bakersfield, una matanza de civiles orquestada por las autoridades que en realidad él intentaba evitar. Injustamente encarcelado, Ben consigue escapar de un campo de concentración junto con los reclusos William Laughlin y Harold Weiss, hasta los barrios bajos de Los Ángeles, donde la resistencia los ayuda, sin embargo Richards rechaza unirse a ellos y decide huir por su cuenta. 
Al buscar refugio en el apartamento de su hermano, descubre que ahora está ocupado por la compositora Amber Méndez que trabaja para ICS, el canal de televisión que transmite The Running Man. Richards secuestra a Amber para huir a Hawái, pero ella alerta a seguridad en el aeropuerto, siendo capturado y llevado a los estudios ICS donde Killian lo obliga a participar bajo la amenaza de usar en su lugar a Laughlin y Weiss, quienes también fueron capturados, por lo que Richards acepta; aunque nada más comenzar el programa descubre que Laughlin y Weiss participan igualmente.
El trío es arrojado a la zona de juego montando un trineo cohete y una vez allí, su objetivo es cruzar las ruinas de la vieja ciudad para obtener la victoria y un indulto, sin embargo, de inmediato son atacados por el primer cazador elegido por el público, Subzero, que es asesinado por Richards. Laughlin y Weiss intentan localizar la central emisora de la señal de televisión que está en la zona de juego; así, la resistencia obtendrá acceso a los códigos del satélite de comunicaciones de ICS y podrían controlarlo y revelar la verdad de lo que está ocurriendo en el programa. 
Mientras tanto, Amber descubre que la noticia sobre la fuga y captura de Richards fue tergiversada, incluyendo crímenes que nunca ocurrieron, por lo que decide investigar y se entera de que Richards es inocente de La masacre de Bakersfield; sin embargo es descubierta, acusada de falsos cargos e incluida como corredora, encontrándose con Richards y sus compañeros. 
Cuando el público elige enviar dos cazadores, el grupo se separa en dos parejas; Laughlin es herido mortalmente por Buzzsaw que acaba asesinado por Richards. Por su parte, Weiss y Amber consiguen localizar la señal emisora y obtener los códigos antes de que Weiss sea asesinado por el cazador Dynamo. Richards logra llegar a tiempo para enfrentar al buggy de Dynamo haciendo que el vehículo se vuelque con su dueño atrapado debajo pero, al verlo inmovilizado, Richards le perdona la vida revelando que bajo ningún pretexto asesina a desvalidos; esto genera un cambio en el público, que comienza a simpatizar con el corredor. 
Antes de morir, Laughlin revela a Richards que la resistencia tiene un escondite en la zona de juego al que debe llevar a Amber para que entregue los códigos. Mientras tanto, en el estudio ICS, la popularidad de Richards aumenta y los espectadores apuestan por él en lugar de los cazadores. Fuera de cámaras Killian se comunica con Richards y le ofrece un contrato como cazador que este rechaza. 
De nuevo en el juego Fireball, el siguiente cazador, los embosca en una fábrica abandonada donde Amber descubre los cuerpos carbonizados de los supuestos ganadores de las temporadas anteriores; Fireball la acorrala y revela que en realidad nunca nadie ha salido vivo, pero antes de poder matarla Richards lo embosca y quema vivo con su propio lanzallamas.
Casi sin opciones, Killian intenta conseguir que un cazador retirado, Captain Freedom, acabe con Richards, pero su estricto código de conducta como cazador lo lleva a discutir con Killian y renunciar, por lo que el presentador, mediante imagen generada por computadora, finge la muerte de Amber y Richards a manos de Captain Freedom, dando por finalizado el episodio con la orden de asesinar fuera de cámara a ambos jugadores. 
Amber y Richards se reúnen con la resistencia, a quienes Amber no solo entrega los códigos, sino también un video con los genuinos eventos de La masacre de Bakersfield que logró llevarse antes de ser apresada. Usando los códigos de acceso la resistencia toma el control del satélite de comunicaciones de ICS y retransmite el metraje sin trucar de la masacre de Bakersfield probando que Richards es inocente y también muestra los cadáveres de anteriores ganadores que han sido asesinados en lugar de perdonados.
Richards lleva a la resistencia a los estudios ICS dejando atónitos a los espectadores que lo creían muerto. Amber se encuentra con Dynamo al que asesina cuando intenta violarla. Richards se hace con el control del estudio y se enfrenta a Killian, quien se siente confiado porque Sven, su enorme guardaespaldas, lo protegerá, pero éste, harto de su actitud prepotente, se marcha y lo deja a su suerte. Killian intenta defenderse argumentando que creó el programa para conseguir altas audiencias y para aplacar al público americano dándoles lo "que de verdad quieren". Sin escucharle, Richards pone a Killian en un trineo cohete y lo dispara a la zona de juego, donde se estrella contra un cartel y explota para delirio de la audiencia; en ese momento Amber se reúne con él y la película termina con ambos besándose.

## Reparto
| Actor                     | Personaje        | Descripción | Doblaje en México y Latinoamérica | Doblaje en España       | Doblaje en España                   |
| ------------------------- | ---------------- | --- | --------------------------------- | ----------------------- | ----------------------------------- |
| Arnold Schwarzenegger     | Ben Richards     | Un excapitán que acabó en la cárcel debido a una masacre que no había perpetrado él.                            | Emilio Guerrero                   | Héctor Cantolla         | Ernesto Aura (2.º doblaje)          |
| María Conchita Alonso     | Amber Méndez     | Compositora de la sintonía de The Running Man que acaba participando en el juego por investigar a Ben Richards. | Rocío Garcel                      | Victoria Angulo         | Concha García Valero (2.º doblaje)  |
| Richard Dawson            | Damon Killian    | El presentador de The Running Man.                                                                              | Jorge Roig                        | Rafael de Penagos       | José Luis Sansalvador (2.º doblaje) |
| Yaphet Kotto              | William Laughlin | Recluso fugado con Ben Richards, tiene contacto con la resistencia y desea reunirse con ellos.                  | Sergio Barrios                    | Juan Luis Rovira        | Juan Carlos Gustems (2.º doblaje)   |
| Marvin J. McIntyre        | Harold Weiss     | Recluso fugado con Ben Richards, especialista en informática y hackeo.                                          | Martín Soto                       | Ángel Quislant          | Gonzalo Abril (2.º doblaje)         |
| Mick Fleetwood            | Mic              | Líder de la resistencia, busca la forma de desenmascarar a Killian ante la gente.                               |                                   | Salvador Arias          | Luis Posada Mendoza (2.º doblaje)   |
| Sven-Ole Thorsen          | Sven             | Guardaespaldas de Damon Killian.                                                                                |                                   | Roberto Cuenca Martínez |                                     |
| Dweezil Zappa             | Stevie           | Guerrillero adolescente a cargo del equipo armado de la resistencia.                                            |                                   | desconocido             |                                     |
| Thomas Rosales, Jr.       | Chico            | Compañeros de prisión de Richards y el resto, muere durante la fuga.                                            |                                   | desconocido             |                                     |
| Professor Toru Tanaka     | Subzero          | Cazador, su arma es una guadaña que utiliza como si fuera un palo de hockey sobre hielo.                        |                                   |                         |                                     |
| Gus Rethwisch             | Buzzsaw          | Cazador que, como indica su nombre en inglés, se sirve de una motosierra.                                       |                                   |                         |                                     |
| Jesse Ventura             | Captain Freedom  | Cazador retirado con estricto código de honor y fuerte orgullo de peleador.                                     | Miguel Ángel Ghigliazza           | Ruperto Ares            | Miguel Ángel Jenner (2.º doblaje)   |
| Jim Brown                 | Fireball         | Cazador, su arma es un lanzallamas.                                                                             |                                   | Paco Hernández          | Pepe Mediavilla (2.º doblaje)       |
| Erland Van Lidth De Jeude | Dynamo           | Cazador, su arma es un lanzarrayos y un Buggy.                                                                  |                                   | Francis Dumont          | Rafael Calvo Ribot (2.º doblaje)    |

## Producción
Rob Cohen compró los derechos de autor de la novela El fugitivo en 1985 por $15.000: el libro estaba firmado por Richard Bachman (un seudónimo de Stephen King) por lo que la compró sin saber quien era el autor real, ya que entonces Stephen King mantenía su seudónimo en secreto.
La elección del director llevó su tiempo ya que se barajaron hasta tres personas distintas (Paul Michael Glaser, Andrew Davis y George Pan Cosmatos). En primera instancia Paul Michael Glaser rechazó la película porque solo le dejaban dos semanas para preparar el rodaje por lo que optaron por Andrew Davis, pero tras ocho días de rodaje este fue despedido y volvieron a llamar a Paul Michael Glaser, quien finalmente aceptó la película disponiendo de solo dos días para prepararla.
Existieron hasta un total de veinte versiones del guion, las últimas siendo reescrituras que hacía a diario el propio director.
La cantidad de violencia que aparece en pantalla hizo que el director y los productores estuvieran en continuo conflicto con el estudio de cine para que esta fuera reducida.
Las coreografías de las bailarinas de la película fueron creadas por Paula Abdul, que estaba trabajando entonces de coreógrafa para Janet Jackson. Las bailarinas eran en realidad las animadoras de Los Angeles Lakers.
Home Box Office produjo la película junto a Braveworld Productions, J&M Entertainment, Keith Barish Productions y TAFT Entertainment Pictures La distribución en Estados Unidos fue a cargo de TriStar Pictures. La película fue calificada R en Estados Unidos .

### Casting
Arnold Schwarzenegger fue elegido para el papel principal entre actores como Dolph Lundgren o Christopher Reeve.
En el borrador original del guion el papel principal correspondía a un hombre de familia normal y corriente que lucha por su hija, pero cuando Arnold Schwarzenegger firmó para ese papel tuvieron que cambiar el guion debido a que Schwarzenegger no daba ese perfil.

### Localizaciones
Parte de la película se rodó en Fontana en una siderurgia abandonada de la empresa Kaiser Steel que tenía materiales tóxicos dispersos por el suelo, un estudio que había sido realizado en la zona revelaba que para hacer el área habitable había que excavar en la tierra hasta una profundidad de unos veinte metros; Aun así se realizó el rodaje durante ocho semanas, seis días a la semana. El equipo de rodaje que participó en la película tuvo frecuentes cefaleas y mareos.
Las partes con efectos pirotécnicos fueron rodadas en un estudio de Hollywood, en el distrito financiero de Los Ángeles y en el Museo de Arte Contemporáneo de Los Ángeles.

### Música
La banda sonora estuvo compuesta por Harold Faltermeyer (autor entre otras de las bandas sonoras de Beverly Hills Cop y Top Gun) y Vassal Benford y cuarenta minutos de esta fueron sacados a la venta por Varese Sarabande en 1987.
Además de la banda sonora en la película aparecían composiciones como Cabalgata de las valquirias de La valquiria de Richard Wagner, Running Away With You de John Parr, The Death March de Jackie Jackson y Glen Barbee, Paula's Theme de Jackie Jackson y Glen Barbee y un tema de la serie de televisión  Gilligan's Island de Sherwood Schwartz y George Wyle.

### Efectos especiales
Los efectos pirotécnicos de la película fueron realizados por U.S. Rockets, y todos los cohetes que aparecen en la película fueron construidos realmente.

## Recepción
The Running Man fue estrenada en Estados Unidos en 1.692 cines, el primer fin de semana recaudó $8.117.465 y en total recaudó en Estados Unidos $38.122.105. El presupuesto inicial de la película era dieciséis millones de dólares aunque acabó aumentando hasta treinta millones, pero aun así la película acabó siendo rentable según palabras del productor Rob Cohen.
Las críticas no hablaron bien sobre el guion haciendo hincapié en su violencia aunque destacando la interpretación de Richard Dawson como Damon Killian.
Varios críticos subrayaron que solo funcionaba como película de acción y que se hacía a ratos aburrida y repetitiva, recibiendo en general bajas calificaciones.
Rotten Tomatoes le otorga una puntuación del 63%.

## Premios
La película obtuvo el siguiente premio:
- Premio Saturn al mejor actor secundario a Richard Dawson.[24]

## Adaptaciones
Emerald Software Ltd. realizó la adaptación a videojuego de acción del género Beat 'em up que fue publicada por Grandslam Entertainments Ltd. y Unique en Estados Unidos y Reino Unido ordenadores Commodore 64, Sinclair ZX Spectrum, MSX, Amstrad CPC, Commodore Amiga y Atari ST.